# Взрывы в Сочи
Взрывы в Сочи — серия взрывов самодельных взрывных устройств (СВУ), произошедших в Сочи в 2008—2009 годах, в результате которых погибли 8 человек, 19 — получили ранения. В преступлениях были признаны виновными сотрудник милиции Илья Ильич Галкин (род. 1983), впоследствии приговорённый к пожизненному лишению свободы (в том числе за 6 убийств, совершённых до взрывов), и сотрудник телевизионной компании Михаил Сергеевич Денисенко (род. 1984), впоследствии приговорённый к 21 году лишения свободы. Галкин, находясь в заключении, продолжал отрицать свою вину.

## Хронология взрывов
3 апреля 2008 года СВУ мощностью около 50 граммов в тротиловом эквиваленте, замаскированное под портсигар взорвалось на скамейке на аллее в парке имени Кирова в посёлке Лазаревское. Ранения получили двое мужчин.
6 апреля 2008 года СВУ мощностью около 70 граммов в тротиловом эквиваленте, замаскированное под барсетку, взорвалось на скамейке в сквере в поселке Лазаревское. Был тяжело ранен милиционер.
11 июня 2008 года СВУ мощностью около 100 граммов в тротиловом эквиваленте, замаскированное под сувенирную фляжку, взорвалось на скамейке в поселке Лазаревское. Был убит мужчина.
2 июля 2008 года СВУ мощностью около 50 килограммов в тротиловом эквиваленте взорвалось на первом этаже многоэтажного жилого дома, расположенного по улице Лесная в Адлерском районе Сочи. Как потом утверждалось, с целью скрыть свою причастность к взрыву преступники разбросали на улице заранее изготовленные листовки с текстом экстремистского содержания, представив его как террористический акт недовольных жителей Краснодарского края. В результате взрыва произошло частичное обрушение конструкций здания, погибли 2 жильца дома, были ранены 3 человека, у 13 человек наступило ухудшение самочувствия, вызванное стрессом.
30 июля 2008 года СВУ мощностью около 100 граммов в тротиловом эквиваленте, замаскированное под сувенирную фляжку, взовралось на теннисном столе во дворе многоэтажного жилого дома в Адлерском районе Сочи. Был убит мужчина, была ранена женщина.
7 августа 2008 года взорвалось СВУ, закопанное в гальку пляжа в поселке Лоо Лазаревского района. Были убиты женщина и мужчина, были ранены 10 человек, в том числе ребёнок.
10 ноября 2008 года СВУ мощностью около 50 граммов в тротиловом эквиваленте, замаскированное под банку из-под энергетического алкогольного напитка, взорвалось на крыше автомобиля, стоявшего напротив одного из домов в Адлерском районе Сочи. Был ранен владелец машины.
29 декабря 2008 года лежащее в пакете СВУ мощностью около 330 граммов в тротиловом эквиваленте, замаскированное под электрический фонарь, на одной из улиц в Адлерском районе Сочи подобрал мужчина. Он отнёс пакет домой и, обнаружив фонарь, включил его в розетку, вследствие чего произошёл взрыв. Мужчина погиб. 
20 февраля 2009 года СВУ мощностью от 200 до 400 граммов в тротиловом эквиваленте, замаскированное под ручной электрический фонарь, взорвалось в нежилом вагончике, расположенном на строительной площадке в Хостинском районе города Сочи. Погиб электрик, был ранен сторож строительной площадки.

## Расследование
Летом 2008 года за любую информацию об устроителях взрывов в Сочи милиция пообещала вознаграждение в два миллиона рублей. Но «зацепка» появилась, когда были просмотрены записи камеры наблюдения, установленной в одном из дворов в Адлере. Были установлены личности подозреваемых, одним из которых оказался лейтенант патрульно-постовой службы Хостинского ОВД Сочи Илья Галкин. Когда подозрения в отношении него стали серьёзными, у него с рабочего стола забрали ноутбук: его начальник якобы был недоволен тем, что Галкин играет в рабочее время. В этом ноутбуке находились схемы взрывных устройств. В тот же вечер Галкин якобы во всём признался своей матери, вместе они забрали из дома детали взрывных устройств, отвезли их на машине за город и выбросили на пустыре. Но всё это проходило под наблюдением сотрудников правоохранительных органов. На следующий день, 5 апреля 2009 года, Галкин был задержан в здании ОВД. При обыске в его квартире нашли целую лабораторию для синтеза веществ. В тот же день был задержан друг Галкина, оператор местной телекомпании Михаил Денисенко, который, по версии следствия, изготавливал электродетонаторы.
В ходе следствия было установлено, что Галкин также причастен к ряду убийств, совершённых с 2003 по 2007 годы, которые ранее считались не связанными между собой. Он был обвинён в том, что находил бездомных в тепловых колодцах и стрелял им в голову из ракетницы, переделанной под стрельбу охотничьими патронами. Также Галкин был обвинён в убийстве своего брата, тело которого было расчленено, после чего его части были сброшены в канализацию.
По утверждению следствия, Галкин и Денисенко, которые дружили с детства, считали, что их всю жизнь незаслуженно обижали, и это объединило их для совершения преступлений. Денисенко и Галкин на предварительном следствии частично признали свою вину. Психиатрическая экспертиза признала обоих вменяемыми.

## Судебный процесс
Судебный процесс по делу Галкина и Денисенко в Краснодарском краевом суде начался в июне 2010 года. Обвинителем на процессе выступил прокурор Краснодарского края Леонид Коржинек.
На суде Денисенко заявил, что помогал Галкину перевозить СВУ на своём автомобиле к месту установки. При этом Денисенко заявил, что плохо помнит подробности, так как находился в состоянии алкогольного опьянения. На вопрос защиты, с какой целью он и Галкин убивали незнакомых людей, Денисенко ответил, что лично он «боялся Галкина, кто знает, что у него ещё на уме».
Галкин же на суде заявил, что действительно изготовлял взрывчатые вещества, но делал это «в экспериментальных целях», исключительно для того, чтобы «глушить рыбу». Он сказал, что изготовил два СВУ, которые испытал в пустынных местах Сочи, а к гибели людей не имеет никакого отношения. Он также заявил, что не причастен к убийству бездомных и своего брата. Галкин сообщил суду, что из него «выбивали показания»: сначала «давили» сотрудники милиции, а потом сокамерники, по указке которых он называл места, куда якобы закладывал взрывные устройства. Он заявил, что перед следственным экспериментом в Лоо его долго инструктировали, в каком именно месте на пляже был закопан огнетушитель с взрывчаткой, и, опасаясь новых издевательств, он был вынужден оговорить себя.
17 мая 2011 года на Youtube был размёщен видеоролик под названием «Ментовские пытки в Сочи». На видео записан разговор Галкина и допрашивающего его человека. Галкин просит отпустить его поспать в камеру, говорит, что уже рассказал «всё, что только мог», «всю правду». Ведущий допрос убеждает Галкина признаться, говоря, что знает его правду, «только кому она нужна». Он упирает на то, что, если второй обвиняемый по делу, Денисенко, даст соответствующие показания, то организатором взрывов признают именно Галкина, и в этом случае ему грозит пожизненное заключение. «Ты же знаешь, что попал в систему, всё, машина закрутилась, вас точно посадят», — говорит собеседник обвиняемого и угрожает ему: «Или ты хочешь, чтобы тебя опять ломали? Или тебе мало показалось?». Галкин не соглашается. «Вы же не кражу на меня вешаете, а десять убийств!» — говорит он. В самом конце видеоролика к Галкину подходит человек в камуфляжной форме и бьёт его дубинкой по шее, от чего Галкин падает на пол. Прокуратура Краснодарского края начала проверку по факту размещения в интернете этого видеоролика, вопрос о применении к Галкину «недозволенных методов воздействия» проверял и Следственный комитет. В результате было признано, что допрашиваемый мужчина на видео действительно является Ильёй Галкиным, а насилие, вероятно, применяют сотрудники правоохранительных органов. Однако причастность членов оперативно-следственной группы к избиению, по данным СКР, не подтвердилась. Следственный комитет дал поручение сочинской полиции активизировать розыск лица, подлежащего привлечению в качестве подозреваемого.
Судебный процесс длился более трёх лет. В январе 2014 года Галкин и Денисенко были признаны виновными. Согласно приговору, как в результате совместных действий обвиняемых, так и самостоятельно совершённых Галкиным преступлений погибли 14 человек, ещё 20 был нанесён вред здоровью различной степени тяжести. В частности, Галкин был признан виновным в том, что убил брата, а также трёх мужчин и двух женщин без определённого места жительства, ещё одному нанёс тяжкие травмы. Галкин был приговорён к пожизненному лишению свободы, Денисенко получил 21,5 года заключения.
В октябре 2014 года коллегия по уголовным делам Верховного суда РФ при рассмотрении дела в апелляционном порядке исключила из приговора ряд малозначительных эпизодов, срок заключения Михаилу Денисенко был уменьшен до 21 года. Пожизненное заключение для Галкина осталось в силе. Защита Галкина выразила намерение обжаловать приговор в вышестоящей судебной инстанции и в Европейском суде по правам человека в связи с применением в отношении Галкина пыток и методов «карательной психиатрии» — незаконного, по мнению защиты, назначения ему сильнодействующих психотропных препаратов.

## После приговора
Галкин содержится в исправительной колонии особого режима, известной как «Торбеевский централ». Он продолжает настаивать на своей невиновности. В 2015 году Галкин направил жалобу в Европейский суд по правам человека на пытки и применение психотропных средств.

## В массовой культуре
- Документальный фильм «Из мести обществу» из цикла «Громкое дело» (2010)
- Документальный фильм «Бомбы на курорте» из цикла «Следственный комитет» (2013)
- Документальный фильм «Последний отпуск» из цикла «По следу монстра» (2021)[18]